# Ectropoceros trierodes
Ectropoceros trierodes is een vlinder uit de familie van de echte motten (Tineidae). De wetenschappelijke naam van de soort werd als Tinea trierodes in 1911 gepubliceerd door Edward Meyrick.